# 2477 Бірюков
2477 Бірюков (2477 Biryukov) — астероїд головного поясу, відкритий 14 серпня 1977 року.
Тіссеранів параметр щодо Юпітера — 3,413.